# Reiley (chanteur)
Pour les articles homonymes, voir Reiley et Petersen.
Rani Petersen, dit Reiley, est un chanteur et influenceur féroïen né le 24 novembre 1997 à Tórshavn, aux Îles Féroé.
Il représente le Danemark au Concours Eurovision de la chanson 2023 à Liverpool.

## Biographie
Reiley naît le 24 novembre 1997 à Tórshavn, capitale des Îles Féroé, au Danemark.
Il devient populaire en postant des reprises sur l'application TikTok à partir de 2019, et compte à ce jour 10 millions de followers sur la plateforme.

### Eurovision
Le 19 janvier 2023, il est annoncé comme l'un des participants au Dansk Melodi Grand Prix, la sélection danoise pour le Concours Eurovision de la chanson 2023.
Il remporte la sélection le 11 février avec 43 % des votes, et représente donc le Danemark à Liverpool, devenant ainsi le premier artiste féroïen à représenter le pays au concours. Il interprète sa chanson lors de la deuxième demi-finale le 11 mai mais il n'est pas qualifié pour la finale.

## Discographie

### Singles
- 2021 : Let It Ring
- 2021 : Superman
- 2022 : blah blah blah
- 2022 : Moonlight feat. AB6IX
- 2023 : Breaking My Heart